# Dwaj Foskariusze
Dwaj Foskariusze (wł. I due Foscari) – opera liryczna Giuseppe Verdiego w 3 aktach z librettem napisanym przez Francesca M. Piave.

## Osoby
- Francesco Foscari - baryton
- Jacopo Foscari - tenor
- Lukrecja Contarini - sopran
- Jacopo Loredano - bas
- Barbarigo - tenor
- Pisana - sopran
- Sługa Rady Dziesięciu - tenor
- Sługa Francesca Foscariego - bas

## Historia
Akcja rozgrywa się w XV wieku w Wenecji. Utwór można zaliczyć do wczesnych oper Verdiego, powstał bowiem w 1844. Dla kompozytora był to okres ciężkiej pracy twórczej - w 1842 napisał słynną operę Nabucco, w 1843 I lombardi, a w 1844 także znanego Ernaniego. Autorem libretta „I due foscari” był Francesco M. Piave, który oparł je na dramacie George’a Byrona pod tym samym tytułem. Mimo melodyjnej muzyki i romantycznych motywów „I due Foscari” należy do rzadziej wystawianych oper Verdiego. W Dwóch Foskariuszach pojawia się, po raz pierwszy, motyw dobrego i troskliwego ojca, często goszczący w operach Giuseppe Verdiego (La Traviata, Don Carlos, Aida i in.).